# Microbathyphantes spedani
Microbathyphantes spedani là một loài nhện trong họ Linyphiidae.
Loài này thuộc chi Microbathyphantes. Microbathyphantes spedani được George Hazelwood Locket miêu tả năm 1968.